# Classification décimale nippone

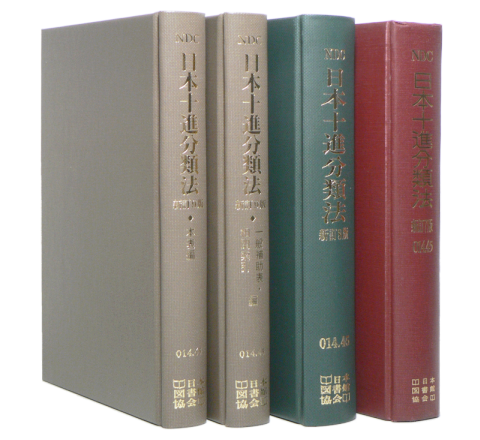
Plusieurs versions des livres expliquant la classification, eux-mêmes classifiés selon ce système.

Le système de classification décimale nippone (NDC) est un système de classification de bibliothèque développé principalement pour les livres en japonais, géré par l'association des bibliothèques japonaises depuis 1956. Il est basé sur le système de classification décimale de Dewey. Le système est basé sur l'utilisation de chaque chiffre successif pour diviser en neuf divisions, le chiffre zéro étant utilisé pour celles n'appartenant à aucune des divisions.

## Principales classes
Le système est constitué de dix catégories :
- 000 Générale
- 100 Philosophie
- 200 Histoire
- 300 Sciences sociales
- 400 Sciences naturelles
- 500 Technologie et ingénierie
- 600 Industrie et commerce
- 700 Arts
- 800 Langue
- 900 Littérature

## Description des classes

### 000 Générale
- 010 Bibliothèques, bibliothéconomie et sciences de l'information
- 020 Livres, bibliographie
- 030 Encyclopédies
- 040 Essais généraux recueillies
- 050 Publications périodiques générales
- 060 Organisations
- 070 Journalisme, journaux
- 080 Collections générales
- 090 Livres rares, collections locales, collections spéciales

### 100 Philosophie
- 110 Traités spéciaux de philosophie
- 120 Philosophie orientale
- 130 Philosophie occidentale
- 140 Psychologie
- 150 Éthique et morale
- 160 Religion
- 170 Shintoïsme
- 180 Bouddhisme
- 190 Christianisme

### 200 Histoire
- 210 Histoire du Japon
- 220 Histoire de l'Asie et de l'Orient
- 230 Histoire de l'Europe et de l'Occident
- 240 Histoire de l'Afrique
- 250 Histoire de l'Amérique du Nord
- 260 Histoire de l'Amérique du Sud
- 270 Histoire de l'Océanie et des régions polaires
- 280 Biographie
- 290 Géographie, topographie, Voyages

### 300 Sciences Sociales
- 310 Politique
- 320 Loi
- 330 Economie
- 340 Finances
- 350 Statistiques
- 360 Sociologie
- 370 Éducation
- 380 Coutumes, folklore, ethnologie
- 390 Défense nationale, science militaire

### 400 Sciences Naturelles
- 410 Mathématiques
- 420 Physique
- 430 Chimie
- 440 Astronomie, sciences de l'espace
- 450 Sciences de la Terre
- 460 Biologie
- 470 Botanique
- 480 Zoologie
- 490 Médecine, pharmacologie

### 500 Technologie et ingénierie
- 510 Construction, génie civil
- 520 Architecture
- 530 Génie mécanique, génie nucléaire
- 540 Ingénierie électrique et génie électronique
- 550 Maritime et ingénierie navale
- 560 Métal et génie Minier
- 570 Technologie chimique
- 580 Fabrication
- 590 Arts et sciences domestiques

### 600 Industrie et Commerce
- 610 Agriculture
- 620 Horticulture
- 630 Industrie de la soie
- 640 Elevage d'Animaux
- 650 Foresterie
- 660 Pêche
- 670 Commerce
- 680 Transport et circulation
- 690 Communications

### 700 Arts
- 710 Arts plastiques (sculpture)
- 720 Peinture et calligraphie
- 730 Gravure
- 740 Photographie, impression
- 750 Artisanat
- 760 Musique et danse
- 770 Théâtre, cinéma
- 780 Sports, éducation physique
- 790 Loisirs, divertissements

### 800 Langue
- 810 Japonais
- 820 Chinois, autres langues orientales
- 830 Anglais
- 840 Allemand
- 850 Français
- 860 Espagnol
- 870 Italien
- 880 Russe
- 890 Autres langues

### 900 Littérature
- 910 Littérature japonaise
- 920 Littérature chinoise, autres littérature Orientale
- 930 Littérature anglaise et américaine
- 940 Littérature allemande
- 950 Littérature française
- 960 Littérature espagnole
- 970 Littérature italienne
- 980 Littérature russe et soviétique
- 990 Littérature en d'autres langues